# العلاقات البالاوية الغامبية
العلاقات البالاوية الغامبية هي العلاقات الثنائية التي تجمع بين بالاو وغامبيا.

## مقارنة بين البلدين
هذه مقارنة عامة ومرجعية للدولتين:
| وجه المقارنة                                              | بالاو                         | غامبيا       |
| --------------------------------------------------------- | ----------------------------- | ------------ |
| المساحة (كم2)                                             | 465                           | 11.30 ألف    |
| عدد السكان (نسمة)                                         | 21.73 ألف                     | 2.10 مليون   |
| الكثافة السكانية (ن./كم²)                                 | 4.67 ألف                      | 185.84       |
| العاصمة                                                   | نغيرولمود، كورور              | بانجول       |
| اللغة الرسمية                                             | لغة إنجليزية، اللغة البالاوية | لغة إنجليزية |
| العملة                                                    | دولار أمريكي                  | دالاسي غامبي |
| الناتج المحلي الإجمالي (بليون دولار)                      | 291.54 مليون                  | 1.01 مليار   |
| الناتج المحلي الإجمالي (تعادل القوة الشرائية) بليون دولار | 326.12 مليون                  | 3.34 مليار   |
| الناتج المحلي الإجمالي الاسمي للفرد دولار أمريكي          | 13.50 ألف                     | 471          |
| الناتج المحلي الإجمالي للفرد دولار أمريكي                 | 14.76 ألف                     |              |
| مؤشر التنمية البشرية                                      | 0.780                         | 0.441        |
| رمز المكالمات الدولي                                      | +680                          | +220         |
| رمز الإنترنت                                              | .pw                           | .gm          |
| المنطقة الزمنية                                           | ت ع م+09:00                   | 00           |

## منظمات دولية مشتركة
يشترك البلدان في عضوية مجموعة من المنظمات الدولية، منها:
| علم المنظمة | اسم المنظمة                                 | تاريخ انضمام بالاو | تاريخ انضمام غامبيا |
| ----------- | ------------------------------------------- | ------------------ | ------------------- |
|             | مؤسسة التنمية الدولية                       | 16 ديسمبر 1997     | 18 أكتوبر 1967      |
|             | مؤسسة التمويل الدولية                       | 16 ديسمبر 1997     | 19 سبتمبر 1983      |
|             | منظمة حظر الأسلحة الكيميائية                | ?                  | ?                   |
|             | الأمم المتحدة                               | 15 ديسمبر 1994     | 21 سبتمبر 1965      |
|             | البنك الدولي للإنشاء والتعمير               | 16 ديسمبر 1997     | 18 أكتوبر 1967      |
|             | مجموعة دول أفريقيا والكاريبي والمحيط الهادئ | ?                  | ?                   |
|             | وكالة ضمان الاستثمار متعدد الأطراف          | 16 ديسمبر 1997     | 11 سبتمبر 1992      |
|             | يونسكو                                      | 20 سبتمبر 1999     | 1 أغسطس 1973        |

## وصلات خارجية
- موقع وزارة الخارجية الغامبية